# 布拉克赫斯特
布拉克赫斯特（英文：Brocklehurst）或譯為布羅寇赫爾斯特；當地人簡稱為布拉克（Brock），是一個位於加拿大英屬哥倫比亞省湯普森-尼古拉地區甘露市北岸平原上的住宅型鄰里社區。布拉克赫斯特以南以湯普森河為界與米遜平原相鄰；東側以第十二街與北岸社區接壤；西側則是屬於特蘭奎爾的甘露機場；北部則是與波伊士湖草地保留區和巴徹勒高地相鄰。布拉克赫斯特命名由來是來自一位1896年至1907年居住在此的英國國籍果樹栽培者、研發者艾德·布拉克赫斯特（Ed Brocklehurst）。此外，布拉克赫斯特於1971年以前普遍被認為是北岸的一部分。直到1971年後，布拉克赫斯特被獨立分出，規劃成為區自治體（District Municipality of Brocklehurst）。但在短暫的兩年後，於1973年再次被規劃進入成為甘露市的一部份，並一舉成為全市最多人口的社區，約莫為全市16%人口。

## 交通
布拉克赫斯特為甘露市北岸地區內主要住宅社區，有多條市區主要幹道可以聯絡此地；其中亦有兩號公車路線行經此社區。

### 公車
公車共有兩路線經過，其中甘露交通系統調度站和停放站亦在此社區境內之歐爾德路（Ord Rd.）上。
| 路線編號/名稱  | 境內共經站點 | 其他駛經社區    |
| -------------- | ------------ | --------------- |
| 1 布拉克赫斯特 | 28站         | 北岸/甘露市中心 |
| 2 帕克雷斯特   | 29站         | 北岸/甘露市中心 |

### 道路
主要市區幹道（Arterial）除了公路層級系統（Interstate）外，主要為特蘭奎爾路和帕克雷斯特大道負責聯絡該社區各街區至公路系統和市區部分；次要幹道（Collector）則是聯絡街區之間之道路，其中有第十二街、謝林納街（Schreiner St.）、索斯希爾街（Southhill St.）和辛格街（Singh St.）。

## 境內設施
- 千喜斯賭場甘露店（Chances Casino Kamloops）
- 辛格公園（Singh Park）
- 甘露市立消防局第二分局
- 星巴克北岸店
- A·E·培里小學（A.E. Perry Elementary School）
- 布拉克購物中心
- 提姆霍頓布拉克店
- 布拉克赫斯特公園
- 布拉克赫斯特體育館
- 帕克雷斯特公園
- 布拉克赫斯特中學
- 凱·賓漢小學（Kay Bingham Elementary School）
- 甘露交通系統總站
- 帕克雷斯特小學喬治·希拉德校[6]

## 資料來源
1. ↑  . City of Kamloops.   [2022-08-15]. Neighborhoods
2. ↑  Akrigg, G. P. V., Akrigg, H. B. (1970). 1001 British Columbia Place Names. Canada: Discovery Press.
3. ↑  .   [2022-08-31]. （原始内容存档于2022-01-24）.
4. ↑  .   [2022-08-31]. （原始内容存档于2022-03-18）.
5. ↑  .   [2022-08-31]. （原始内容存档于2022-02-18）.
6. ↑  .   [2022-08-31]. （原始内容存档于2022-08-31）.